# 后殖民无政府主义
后殖民无政府主义（英語：Postcolonial anarchism）是一个用于描述在反帝国主义框架下的无政府主义的术语。传统无政府主义源于工业化的西方国家，因此从这些国家的视角来看待历史；而后殖民无政府主义则从被殖民民族的视角出发，接近无政府主义的相同原则。它对现有无政府主义运动的贡献持高度批评态度，并试图补充其所认为的独特且重要的视角。这一倾向受到原住民主义、反国家形式的民族主义以及少数民族无政府主义等多种来源的强烈影响。